# Linia kolejowa Berlin – Blankenheim
Linia kolejowa Berlin – Blankenheim – ważna dwutorowa magistrala kolejowa w Niemczech, w krajach związkowych Berlin, Brandenburgia i Saksonia-Anhalt. Biegnie z dworca Berlin-Charlottenburg przez Bad Belzig, Güsten, Sandersleben (Anhalt) do Blankenheim, gdzie łączy się z linią Halle – Hann. Münden. Odcinek Wiesenburg – Güsten jest zamknięty od 2004 roku i nie prowadzi się na nim ruchu kolejowego.